# Пета влада Николе Пашића
Пета влада Николе Пашића је била влада Краљевине Србије од 12. јуна 1907. до 12. априла 1908.

## Чланови владе
| Функција                                                  | Слика | Име и презиме      | Детаљи |
| --------------------------------------------------------- | ----- | ------------------ | ------ |
| Председник Министарског савета и министар иностраних дела |       | Никола Пашић       |        |
| Министар унутрашњих дела                                  |       | Настас Петровић    |        |
| Министар правде                                           |       | Марко Трифковић    |        |
| Министар финансија                                        |       | Лазар Пачу         |        |
| Министар просвете и црквених дела                         |       | Андра Николић      |        |
| Министар војни                                            |       | Радомир Путник     |        |
| Министар грађевина                                        |       | Јован П. Јовановић |        |
| Министар народне привреде                                 |       | Коста Стојановић   |        |